# 波尔沃站
波尔沃站是位于西班牙加泰罗尼亚吉罗纳省波尔沃的一个铁路车站，有巴塞罗那－波尔沃铁路和纳博讷－波尔沃铁路经过，有加泰罗尼亚通勤铁路R11线和RG1线往巴塞隆納方向，以及法国国铁大区公共交通（TER 奥克西塔尼）列车。
车站紧邻西班牙-法国边境。因西班牙铁路轨距为1,668毫米（5英尺5+21⁄32英寸），法国轨距为1,435毫米（4英尺8+1⁄2英寸），所有列车必须在本站或法国侧的塞贝尔站换轨。两站间由贝利特尔隧道连接，内铺设有套轨。

## 历史
车站最初于1878年1月20日随塔拉戈纳到巴塞罗和法国铁路公司（TBF）修建的吉罗纳线菲格雷斯至波尔沃段通车而投入使用。先前，西班牙和法国于1864年签署建设贝利特尔隧道的协议，并于1876年随纳博讷－波尔沃铁路通车。1898年TBF公司被马德里至萨拉戈萨和阿利坎特铁路公司（MZA）收购。
为1929年巴塞罗那世博会，MZA决定扩建车站站场，在既有旅客站台上新建铁质拱形雨棚，由约安·托拉斯和瓜迪奥拉工作室设计建设。
1941年西班牙铁路实施国有化，车站由西班牙国家铁路管理。2004年12月31日起，西班牙铁路实施网运分离，车站及线路设施改由鐵路基建行政局（ADIF）管辖。

## 车站结构
车站目前的客运站房及拱形玻璃站台雨棚于1929年随巴塞罗那世博会而建成，由约安·托拉斯和瓜迪奥拉工作室设计。托拉斯因其精通铁结构及其工程作品而被称为“加泰罗尼亚的埃菲尔”。站房有三层楼高，大部分设施位于一楼：售票处、信息点、候车厅、警察局、自助餐厅和厕所。站房东侧设有2条股标准轨，供往来法国方向的列车使用。车站曾设有海关设施，在欧洲边境开放后关闭。目前所有法国列车运行至本站终止，而所有西班牙的列车运行至塞贝尔站终止。
车站主站场位于站房西侧，设有12条伊比利亚轨距股道，其中4条位于无站台柱雨棚下、2条设有维护坑道、另外2条为维修线；宽轨站场设有2座岛式站台和1座侧式站台。
车站曾经还有一座从1968年启用、专门用于改变Talgo列车轨距的小型建筑。2013年佩皮尼昂－菲格拉斯高速铁路通车后停用。
货场办理编组业务，又被称为波尔沃编组站（Portbou Mercancías），位于主站场西侧。编组站设有28条不同轨距（伊比利亚、准轨和套轨）的轨道，长度从310米到560米不等，均已经电气化。部分股道配备有装卸设施。

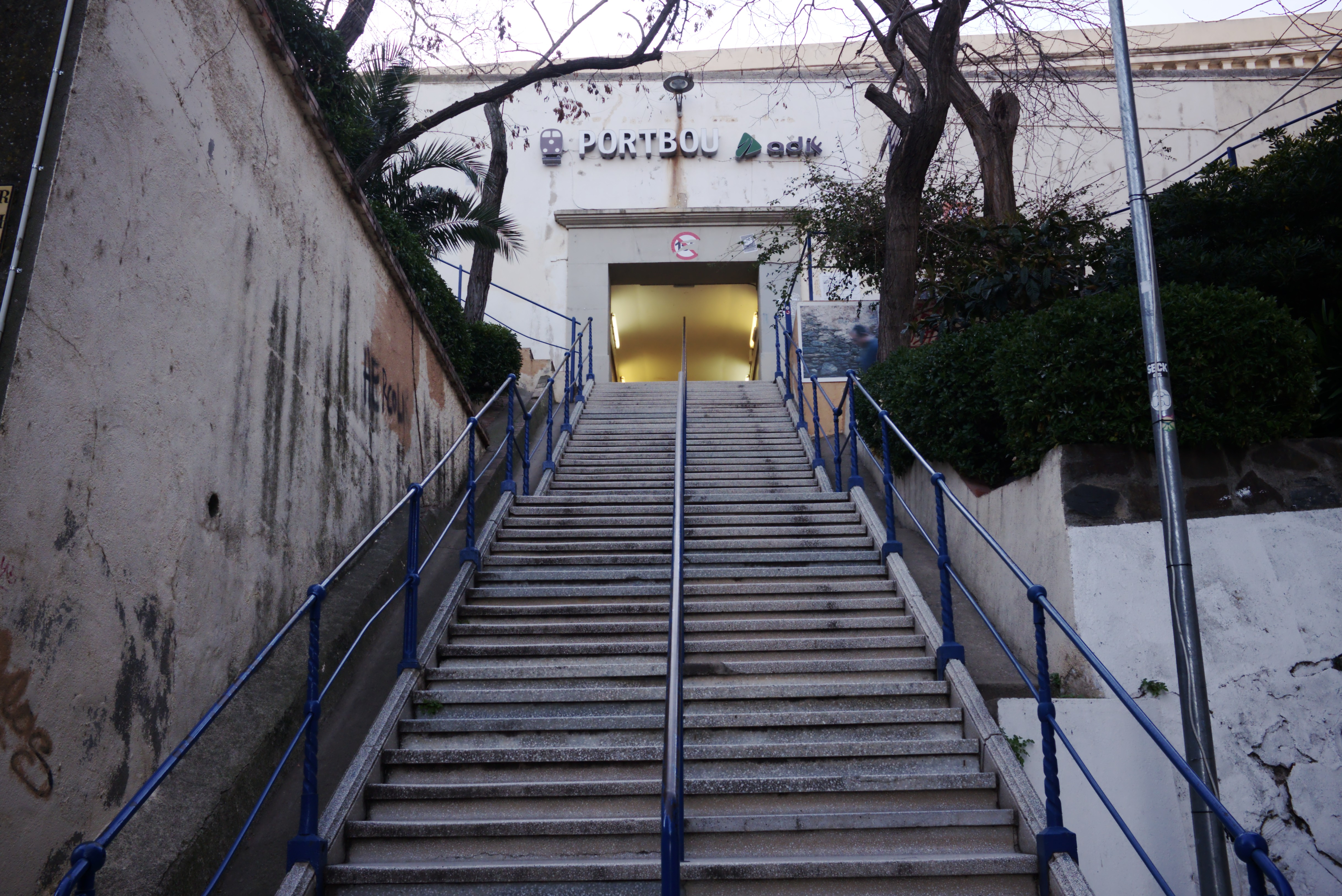
车站入口
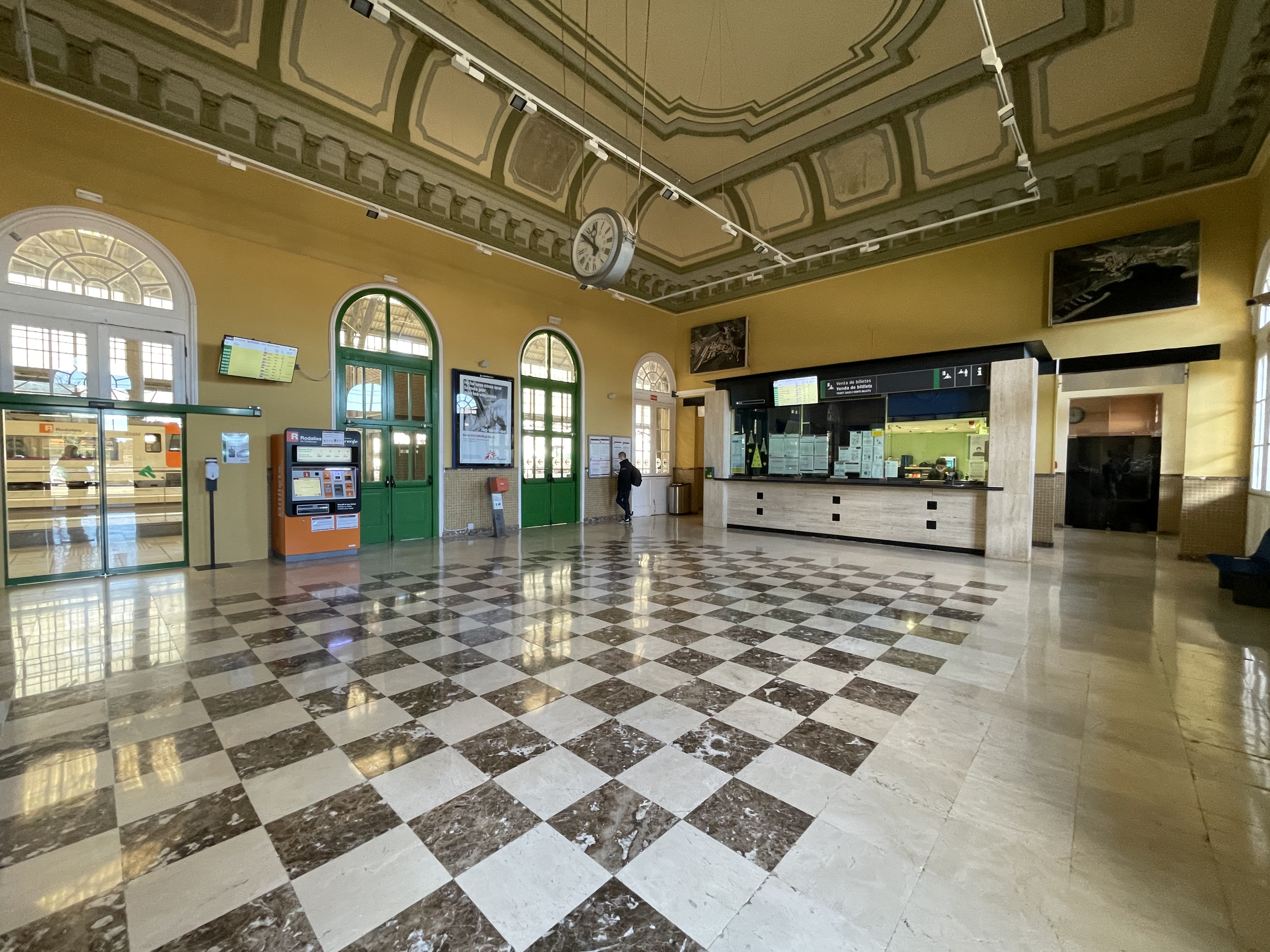
车站候车室
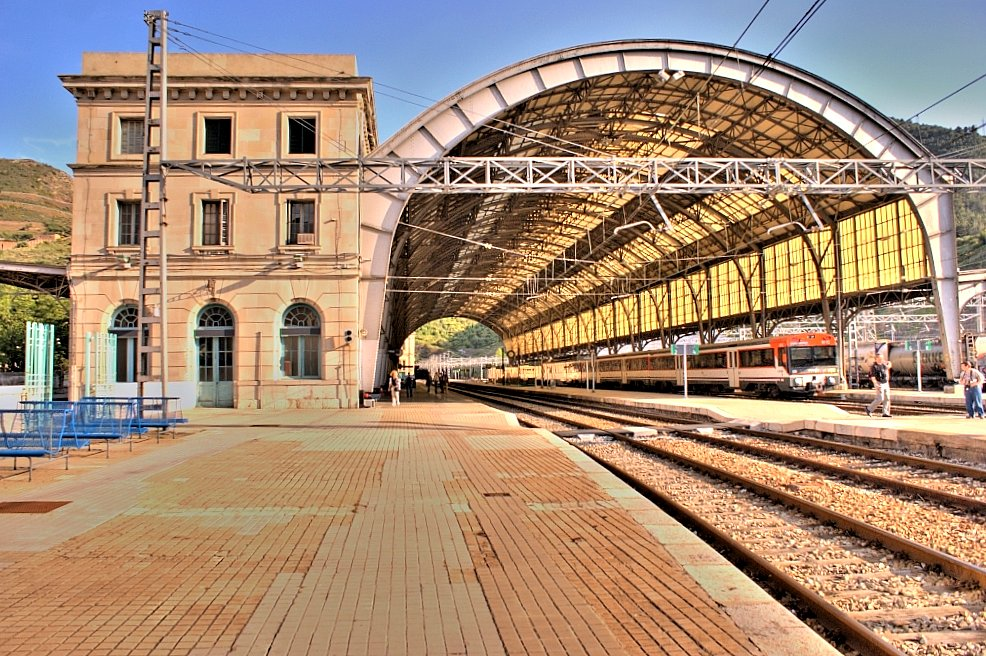
站房及宽轨股道雨棚
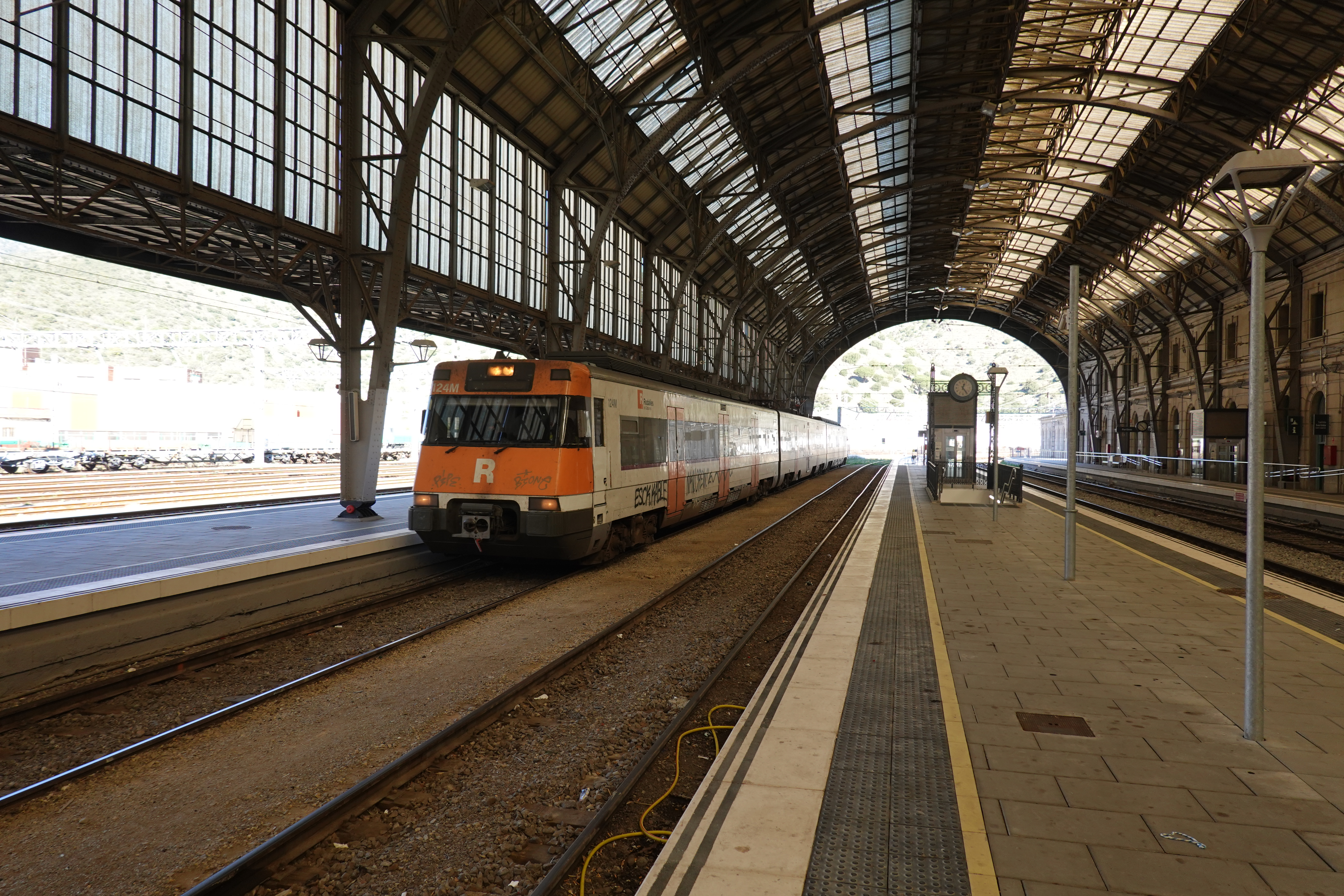
加泰罗尼亚通勤铁路（英语：Rodalies de Catalunya）列车停靠宽轨
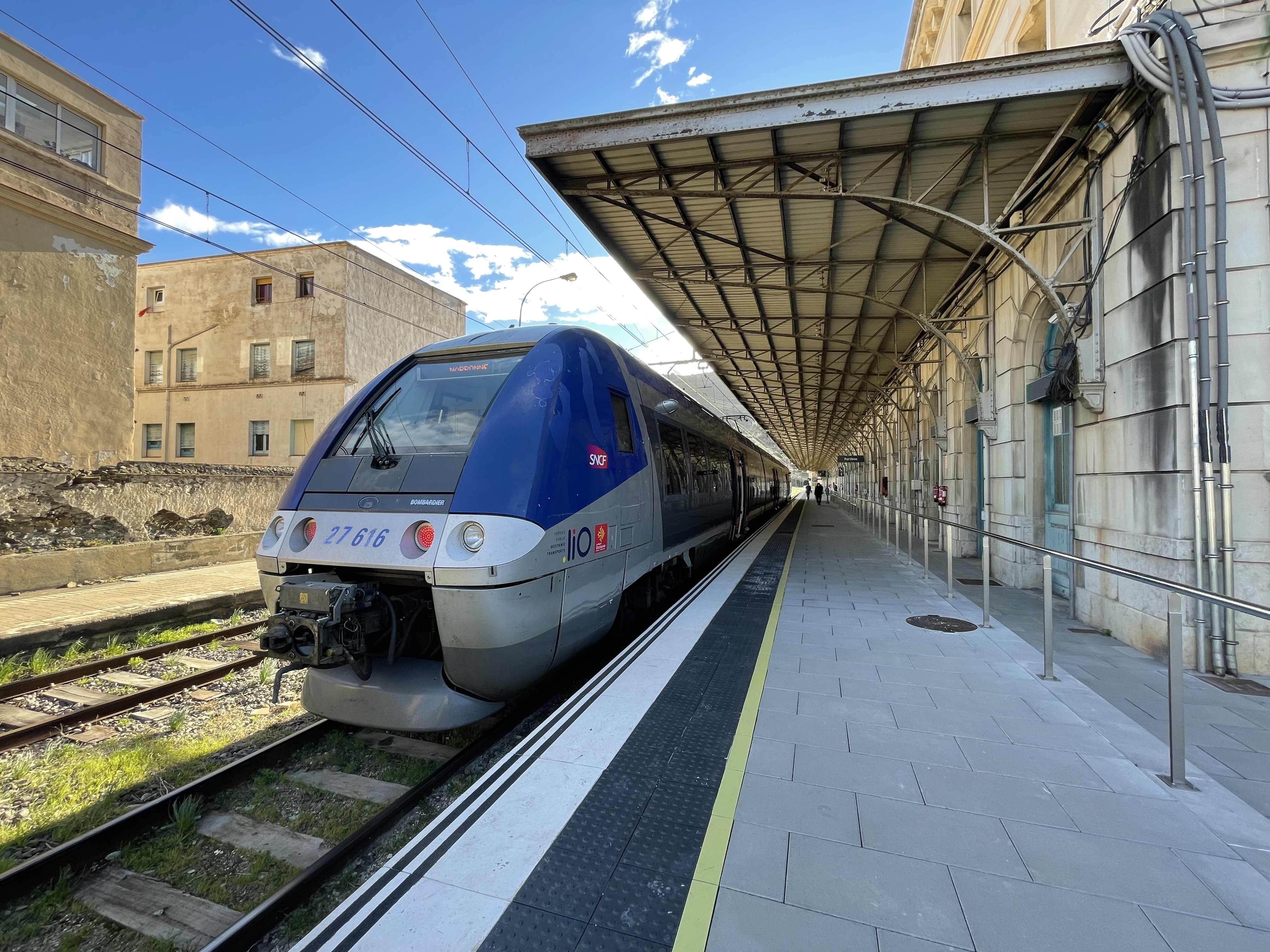
TER 奥克西塔尼（英语：TER Occitanie）列车停靠准轨股道
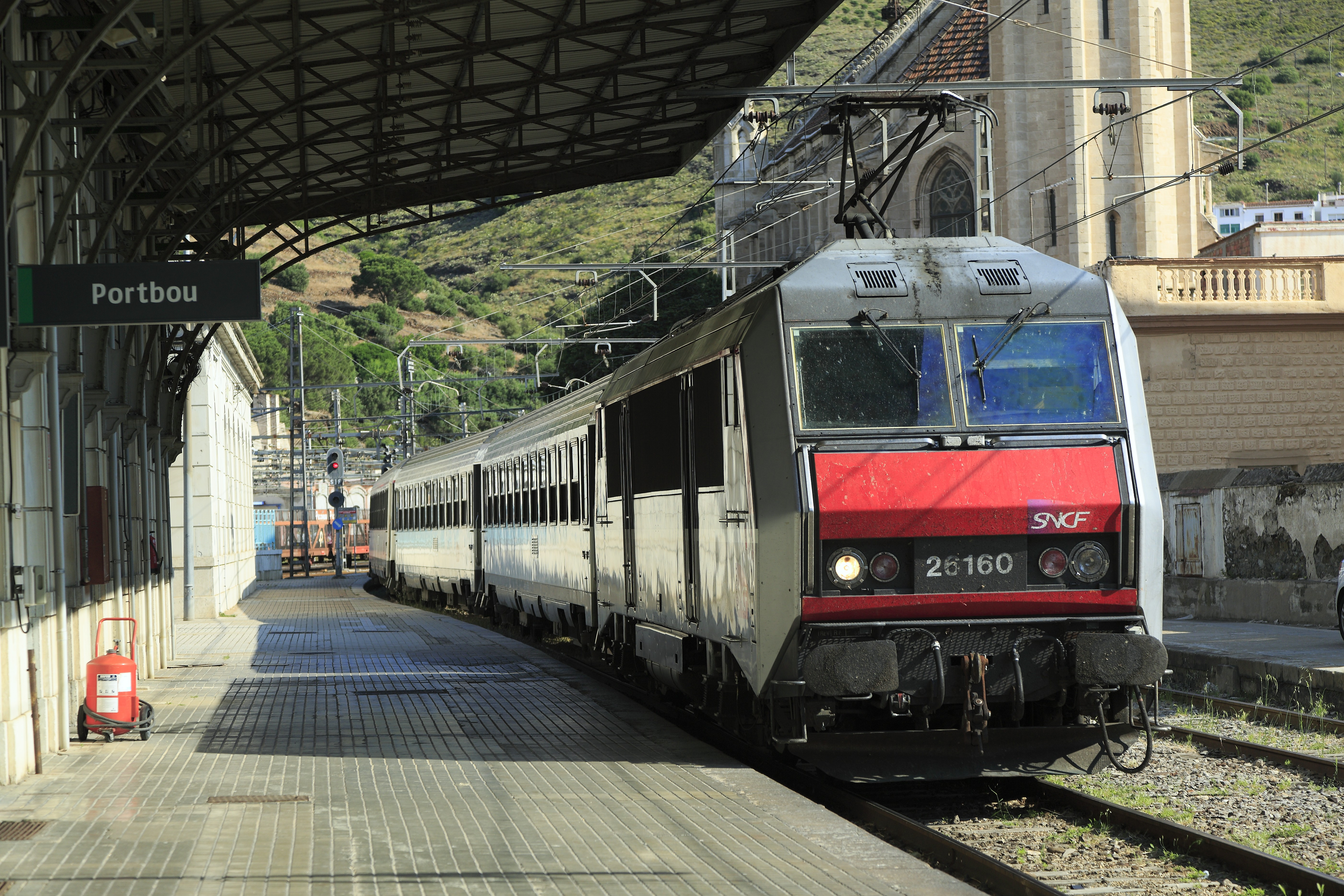
法国夜班城际列车准轨股道进站（2015年）
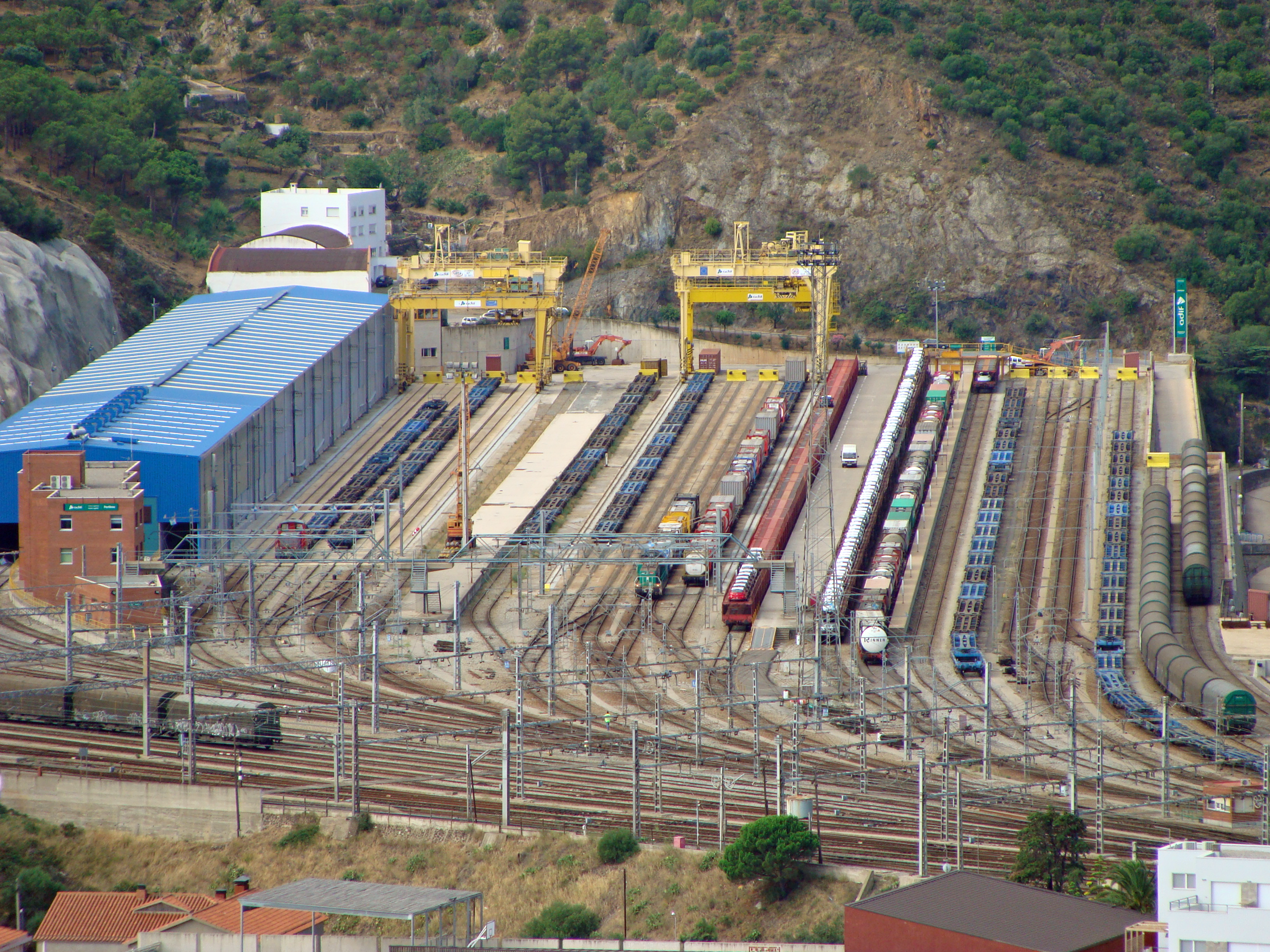
编组场

## 列车服务
车站的长途列车在2013年佩皮尼昂－菲格拉斯高速铁路通车后基本停运，停运前有Talgo列车“Mare Nostrum号”和夕发朝至Tren Estrella列车（马德里始发“Costa Brava号”）停靠。此外，车站曾有一班法国铁路运营、从巴黎奥斯特利茨站开来的的卧铺城际列车（Intercités）单向终到本站，空车回送至塞贝尔站后返程，2022年7月缩短至塞贝尔。
西班牙铁路运营本站经吉罗纳至巴塞隆納的中程列车（Media Distancia）33线，被编入加泰罗尼亚通勤铁路R11线。部分列车于塞贝尔站始发终到。法国国铁亦有奥克西塔尼大区公共交通列车从赛贝尔延伸至本站始发终到、开往纳博讷、图卢兹和阿维尼翁方向。
通勤铁路方面，本站是加泰罗尼亚通勤铁路吉罗纳分部RG1线的三个起迄站之一。